# George McCrae
George McCrae (West Palm Beach, Florida, 19 oktober 1944) is een Amerikaanse discozanger. Hij is vooral bekend van zijn wereldwijde nummer 1-hit Rock your baby uit 1974, die een van de eerste grote discohits was. Van 1967 tot 1977 was hij getrouwd met zangeres Gwen McCrae. Sinds 1989 is hij getrouwd met de Nederlandse Yvonne Bergsma en woont hij afwisselend op Aruba en in Munstergeleen.

## Biografie
George McCrae werd geboren als tweede in een gezin met negen kinderen als zoon van een politieagent. Op zesjarige leeftijd zong hij, net als zijn moeder, in het kerkkoor. Op de middelbare school zat hij in verschillende bandjes, waaronder The Fabulous Stepbrothers en The Jivin' Jets. In 1963 ging hij voor vier jaar bij de marine. In deze periode leerde hij toekomstige vrouw Gwen Mosley kennen. Na zijn dienstplicht richtte McCrae The Jivin' Jets opnieuw op en Gwen werd aan de bezetting toegevoegd. Niet lang daarna ging George en Gwen als duo verder. Ze trouwden en kregen een platencontract aangeboden. De opnames die ze maakten waren niet succesvol en George McCrae beëindigde zijn muzikale carrière om criminologie te gaan studeren en manager van zijn vrouw te worden, die solo verderging. Na twee jaar kreeg hij toch weer interesse om in de muziek verder te gaan.
Harry Wayne Casey (KC) en Richard Finch van de toen nog onbekende KC & the Sunshine Band hadden in februari 1974 het nummer Rock your baby geschreven. Ze wilden het echter zelf niet opnemen, omdat ze net zelf een single hadden uitgebracht en het lied te hoog was voor KC's stem. Ze dachten eraan het nummer door Gwen McCrae of Jimmy Bo Horne te laten zingen, maar omdat George McCrae toevallig in de studio was werd hem de kans aangeboden.
Rock your baby werd een wereldwijde hit en stond in verschillende landen op de eerste plaats in de hitparade. In de Verenigde Staten stond hij twee weken op nummer 1, in de Nederlandse Top 40 zeven, in de Nationale Hitparade acht weken en in de Vlaamse hitlijsten vijf weken. McCrae had niet op dit grote succes gerekend en had moeite met alle aandacht en waardering die hij kreeg. Rolling Stone verklaarde Rock your baby tot nummer 1-song van 1974 en hij werd genomineerd voor een Grammy voor beste mannelijke r&b-zanger, die uiteindelijk gewonnen werd door Stevie Wonder. Na het plotselinge succes lukte het McCrae niet om met een geschikte opvolger te komen. In zijn eigen land had hij nog wel een aantal bescheiden hits, maar die bereikten geen van alle de top 30. In Europa, waar Rock your baby erg goed was aangeslagen, had McCrae nog wel een top 10-hit met I can't leave you alone, maar daarna nam ook daar het hitparadesucces af.
In 1975 had Gwen McCrae een Amerikaanse top 10-hit met Rockin' chair. George bleef echter de grote ster die Gwen graag had willen zijn. In 1977 liep hun huwelijk op de klippen. Niet lang daarna hertrouwde hij en verhuisde hij naar Canada. McCrae raakte daar failliet en ook zijn tweede huwelijk mislukte. Begin jaren tachtig verliet hij even de muziek en ging hij werken als portier in een hotel en had hij een baantje in een supermarkt. In 1984 pakte hij de draad weer op en bracht hij het album One step closer en een gelijknamige single uit. In Amerika bleef zijn comeback onopgemerkt, maar in Europa bereikte hij de onderste regionen van de hitlijsten.
Door een misverstand kwam in januari 1986 in de media dat George McCrae zou zijn overleden aan kanker. De Amerikaanse media hadden hem echter verward met de zanger-acteur Gordon MacRae. Door de hardnekkigheid van het gerucht, werd hij minder vaak gevraagd voor optredens en werd soms gedacht dat hij een George McCrae-imitator was. Hierdoor en omdat hij in Europa meer waardering kreeg, ging hij vanaf dat jaar toeren door Europa. In 1988 verhuisde hij naar Nederland, waar hij een jaar later trouwde met het Nederlandse model Yvonne Bergsma. Met haar is hij nog steeds getrouwd en woont hij afwisselend op Aruba, in Munstergeleen en in West Palm Beach. In de jaren negentig heeft hij nog een aantal albums opgenomen en in 2003 verscheen zijn laatste album. In die periode heeft McCrae ook een keer op zondagmiddag opgetreden in het Parkstad Limburg Stadion voor aanvang en in de rust van een Eredivisie wedstrijd van Roda JC Kerkrade.
In 2007 nam zijn dochter Marcella McCrae, die hij in 1988 had verwekt bij zijn toenmalige Italiaanse vriendin Rosanna Molignini, deel aan de Duitse versie van Popstars. Zij moest het voor het televotende publiek afleggen tegen de Nederlandse Tialda van Slogteren en liep zo een plaats in de popgroep Room2012 mis.
In 2016 kwam George McCrae met een nieuw conceptalbum getiteld LOVE, dat is geproduceerd door de Nederlandse producer-componist Roger Heijster. Het album is zonder sequencing met alleen vintage instrumenten opgenomen. Leah en Sophia McCrae, de twee dochters van George uit zijn eerste huwelijk met Gwen McCrae, zingen op dit album op de achtergrond. Het album was album van de week in Duitsland en de single "Sexy Woman" stond nummer 1 op Mallorca. Op 13, 14 en 15 mei 2016 trad McCrae als gastartiest op tijdens Toppers in Concert in de Amsterdam ArenA en op 31 december 2017 trad George op in Hootenanny met Jools Holland op BBC Two.

## Discografie

### Albums
| Album met eventuele hitnotering(en) in de Nederlandse Album Top 100 | Datum van verschijnen | Datum van binnenkomst | Hoogste positie | Aantal weken | Opmerkingen |
| ------------------------------------------------------------------- | --------------------- | --------------------- | --------------- | ------------ | ----------- |
| Rock your baby                                                      |                       | 31-8-1974             | 1               | 21           |             |

### Singles
| Single met eventuele hitnotering(en) in de Nederlandse Top 40 | Datum van verschijnen | Datum van binnenkomst | Hoogste positie | Aantal weken | Opmerkingen                                     |
| ------------------------------------------------------------- | --------------------- | --------------------- | --------------- | ------------ | ----------------------------------------------- |
| Rock your baby                                                |                       | 3-8-1974              | 1(8wk)          | 17           | nr. 1 Nationale Hitparade Hit van het jaar 1974 |
| I can't leave you alone (I keep holding on)                   |                       | 26-10-1974            | 4               | 9            |                                                 |
| Sing a happy song                                             |                       | 5-4-1975              | tip20           | -            |                                                 |
| One step closer (to love)                                     |                       | 3-3-1984              | tip9            | -            |                                                 |

| Single met hitnotering(en) in de Vlaamse Ultratop 50 | Datum van verschijnen | Datum van binnenkomst | Hoogste positie | Aantal weken | Opmerkingen      |
| ---------------------------------------------------- | --------------------- | --------------------- | --------------- | ------------ | ---------------- |
| Rock your baby                                       |                       | 1974                  | 1               |              | in de BRT Top 30 |
| I can't leave you alone (I keep holding on)          |                       | 1974                  | 7               |              | in de BRT Top 30 |
| Sing a happy song                                    |                       | 1975                  | 17              |              | in de BRT Top 30 |
| It's been so long                                    |                       | 2-8-1975              | 30              |              | in de BRT Top 30 |
| One step closer (to love)                            |                       | 1984                  | 21              |              | in de BRT Top 30 |

### NPO Radio 2 Top 2000
| Nummer met noteringen in de NPO Radio 2 Top 2000 | '99 | '00  | '01  | '02  | '03  | '04  | '05  | '06  | '07  | '08  | '09 | '10  | '11 | '12  |
| ------------------------------------------------ | --- | ---- | ---- | ---- | ---- | ---- | ---- | ---- | ---- | ---- | --- | ---- | --- | ---- |
| Rock Your Baby                                   | 976 | 1466 | 1259 | 1530 | 1760 | 1390 | 1810 | 1565 | 1914 | 1639 | -   | 1998 | -   | 1804 |

1. ↑  Een '-' betekent dat het nummer niet was genoteerd en een vetgedrukt getal geeft de hoogste notering aan.
2. ↑  Deze tabel is bijgewerkt tot en met de laatste editie (2024).